# Römisch-katholische Kirche in der Vatikanstadt

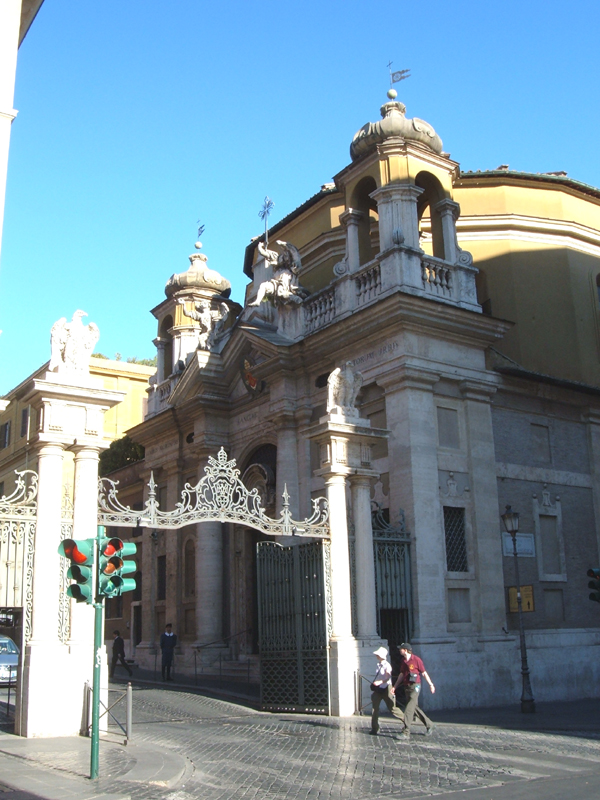
Sant'Anna in Vaticano (Sant'Anna dei Palafrenieri), seit 1929 Pfarrkirche des Vatikans

Die Römisch-katholische Kirche in der Vatikanstadt umfasst seit der Neugründung des Vatikanstaates von 1929 eine Gemeinschaft von weniger als 1000 Einwohnern, die aufgrund ihres Amtes, als Angestellte des Vatikans oder mit besonderer Erlaubnis des Papstes auf dem 0,44 Quadratkilometer großen Territorium der Vatikanstadt leben.
Infolge der von Pius XI. in Verbindung mit der Neugründung vorgenommenen Neuordnung des Kirchenstaates untersteht dieser in der kirchlichen und religiösen Leitung nicht mehr dem Kardinalvikar (offizielle Bezeichnung: Generalvikar für das Bistum Rom), sondern einem eigenen, heute so genannten Generalvikar für die Vatikanstadt, dessen Aufgaben anfangs der Präfekt der Apostolischen Sakristei, jeweils ein Mitglied des Augustinerordens, im Range eines Titularbischofs versah. Dessen Jurisdiktion erstreckte sich zusätzlich auf den Lateranpalast, Castel Gandolfo und die dortige Villa Barberini und Villa Cybo, nicht aber auf die Basilika Sankt Peter. 1991 hob Johannes Paul II. das Amt des Apostolischen Sakristans auf und übertrug das Generalvikariat für die Vatikanstadt dem Erzpriester von Sankt Peter, wobei er zugleich die Jurisdiktion für den Lateranpalast aus dem Jurisdiktionsgebiet ausnahm und dem Generalvikar des Bistums Rom übergab. 1995 erhielt dann Angelo Comastri, Koadjutor des Erzpriesters von St. Peter, das Generalvikariat für die Vatikanstadt, der 2005 von Benedikt XVI. im Amt bestätigt und zum Erzpriester von St. Peter ernannt wurde. Ihm folgte im Februar 2021 Mauro Gambetti OFMConv in beiden Ämtern und der damit verbundenen Leitung der Dombauhütte von St. Peter.
Als Pfarrkirche des Vatikans bestimmte Pius XI. die Kirche Sant’Anna in Vaticano (traditionell: Sant'Anna dei Palafrenieri oder Parafrenieri), die seelsorgerisch von Augustinern betreut wird und sich an der Porta Sant'Anna befindet, dem an der östlichen Vatikanmauer gelegenen Haupteingang in den Vatikan. Die Kirche wurde um 1570 von Giacomo Barozzi da Vignola im Auftrag der Erzbruderschaft der Palafrenieri („Reitknechte“) erbaut, deren Mitglieder bis in die jüngste Zeit das Amt der päpstlichen Sänftenträger versahen und heute noch hochgestellte Besucher zu den päpstlichen Audienzen geleiten. Aufgrund der Umfunktionierung ihrer Kirche zur päpstlichen Pfarrkirche wechselte die Bruderschaft 1932 in die Kirche Santa Caterina della Rota im Stadtteil Regola.